# Мятаджи
Мятаджи́ (туркм. Мәтәҗи/Mätäji, псевдоним; настоящее имя — Аннакылыч, туркм. Аннагылыч/Annagylyç) — туркменский поэт.

## Биография
Родился в ауле Кеши, под Ашхабадом, в 1822 году, умер в 1884 году. Занимался виноградарством. Прекрасно знал произведения народного поэтического творчества и литературу среднеазиатских народов. Основные произведения: «Мой взгляд скользнул», «Из рук уходит». Писал также и стихи на бытовые темы, изображал картины природы. Рукописное наследие не сохранилось. Его произведения, распространявшиеся изустно, вошли в песенный репертуар бахши — народных певцов. В советский период было записано около 40 его стихотворений. В настоящий период не сохранились его прижизненные изображения.

## Переводы на русский язык
См. СЛЫШУ ГОЛОС ДРУГА. Страницы туркменской поэзии. Перевод Наума Гребнева, Ашхабад, «Туркменистан» 1985